# Антоненко Ірина Ігорівна
Ірина Ігорівна Антоненко (нар. 1 вересня 1991, Магдебург, Німеччина) — російська фотомодель, актриса, ведуча. Переможниця конкурсу «Міс Росія − 2010». Також є володаркою титулів «Міс Автозвук − 2008» та «Міс Єкатеринбург−2009».

## Біографія
Народилася 1 вересня 1991 року в німецькому місті Магдебурзі, у родині Наталії та Ігоря Антоненко. Обоє — співробітники поліції.
Навчалася в загальноосвітній середній школі № 156 міста Єкатеринбурга. У школі разом з братом відвідувала профільні кадетські класи.
По закінченні школи в 2008 році вступила в Уральський фінансово-юридичний інститут і одночасно з цим зайнялася кар'єрою моделі. Після перемоги на конкурсі «Міс Росія» в 2010 році завершила кар'єру моделі.

## Кар'єра
Високий зріст Ірини Антоненко (177 см) і її ідеальні пропорції (90-61-91) стали визначальним фактором у виборі першого місця роботи. В агентстві «Александрі» в Єкатеринбурзі Антоненко пропрацювала два роки, ставши дуже популярною моделлю. Брала участь у популярному beauty-проекті «New Hollywood Look», а також здобула перемогу на конкурсі «Міс Автозвук» в 2008 році.
В кінці 2009 року, завоювавши титул «Міс Єкатеринбург», Ірина вирішує їхати в Москву на загальноросійський конкурс краси. У середині лютого 2010 року вона відправляється в столицю, щоб взяти участь у підготовці до фіналу «Міс Росія».
6 березня 2010 року Ірина отримує почесний титул «Міс Росія». В якості головного призу їй вручають 100 000 американських доларів і спеціальний приз від спонсорів — годинник з рожевого золота, прикрашений чорними діамантами. Також Ірина отримала право претендувати на звання «Міс світу» і «Міс Всесвіт». Антоненко стала першою дівчиною на Середньому Уралі, що домоглася звання «Міс Росія».

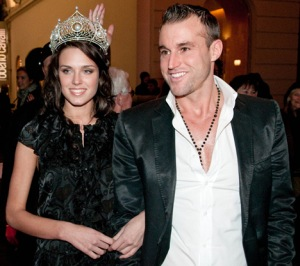
Ірина Антоненко і німецький дизайнер Філіп Пляйн.
12 березня 2010 року.

13 березня 2010 року вона підписує контракт з представниками дизайнера Філіпа Пляйна, ставши обличчям його рекламної кампанії.
24 квітня 2010 року Ірина відкрила восьмий благодійний Віденський бал у Москві. Переможниці конкурсу «Міс Росія» традиційно є дебютантками Віденських балів.
23 серпня 2010 році взяла участь у конкурсі «Міс Всесвіт 2010», який проходив в американському місті Лас-Вегасі, в готелі «Mandalay Bay Resort and Casino». Ірина увійшла в число п'ятнадцяти фіналісток конкурсу, але не потрапила у верхню десятку.
13 лютого 2011 року взяла участь у проекті «Танці з зірками» трансляція якого проходить на телеканалі «Росія». Партнером Ірини став актор Михайло Мамаєв.
У цьому ж році відбувся дебют Ірини Антоненко у ролі актриси кіно. Її першою роботою стали зйомки в картині режисера Тимура Бекмамбетова «Фантом» («The Darkest Hour», 2011, трилер). Однак саме знайомство зі знаменитим режисером і кінопродюсером стало поворотним в долі Ірини. Камера, акторська гра, виконання режисерських завдань, робота над характером свого персонажа — все це настільки захопило Антоненко, що вона твердо вирішила пов'язати свою подальшу долю з театром, кінематографом. Вступивши в Російський університет театрального мистецтва — ГІТІС, Ірина зробила перший впевнений крок назустріч мрії.
23 вересня 2012 року відбувся дебют Ірини в ролі театральної актриси. На сцені московського Театрального центру імені Всеволода Мейєрхольда з великим успіхом пройшла прем'єра вистави «Таємниця чарівних кілець» з її участю.
У 2014 році Ірина зіграла одну з головних ролей у телесеріалі «Корабель», після прем'єри якого актриса стала популярною.
У 2020 зіграла у серіалі Магомаєв.

## Особисте життя
З 2011 по 2014 була одружена з бізнесменом Вячеславом Федотовим.
З 2015 зустрічається з актором Станіславом Бондаренко.

## Фільмографія
| Рік  |    | Назва                  | Роль                                                                         |    |
| ---- | -- | ---------------------- | ---------------------------------------------------------------------------- | -- |
| 2011 | ф  | Фантом                 | красуня в клубі                                                              | ру |
| 2011 | ф  | Кінопроби              | головна роль                                                                 | ру |
| 2013 | тф | Золота клітка          | Аліна (головна роль)                                                         | ру |
| 2014 | с  | Корабель               | Олена Громова, старша дочка капітана, кохана Макса Григор'єва                | ру |
| 2014 | тф | Весілля не буде        | Аліса, суперниця Наді                                                        | ру |
| 2015 | тф | Сюрприз для коханого   | Ніка, коханка Олексія                                                        | ру |
| 2015 | с  | Сонце в подарунок      | Ляля                                                                         | ру |
| 2015 | с  | Корабель (2-й сезон)   | Олена Громова, старша дочка капітана, кохана Макса Григор'єва                | ру |
| 2016 | ф  | Дід Мороз. Битва Магів | Ліна                                                                         | ру |
| 2016 | ф  | Еластико               | Даша (головна роль)                                                          | ру |
| 2017 | ф  | Закляті подруги        | Таня (головна роль)                                                          | ру |
| 2017 | с  | Переможці              | Варвара Авілова, актриса                                                     | ру |
| 2017 | ф  | Осине гніздо           | Вероніка Мальцева                                                            | ру |
| 2017 | ф  | Гра долі. Катала       |                                                                              | ру |
| 2018 | ф  | Відрив                 | Катя Кашина                                                                  | ру |
| 2019 | с  | Магомаєв               | Тамара Іллівна Синявська, оперна співачка, дружина співака Мусліма Магомаєва | ру |